# 109 Геркулеса
109 Геркулеса (лат. 109 Herculis) — кратная звезда в созвездии Геркулеса на расстоянии приблизительно 119 световых лет (около 36,4 парсек) от Солнца. Возраст звезды определён как около 6,39 млрд лет.

## Характеристики
Первый компонент (HD 169414A) — оранжевый гигант спектрального класса K2IIIab, или K2IIIa, или K2III, или K0. Видимая звёздная величина звезды — +3,842m. Масса — около 2,445 солнечной, радиус — около 10,944 солнечного, светимость — около 56,875 солнечной. Эффективная температура — около 4495 K.
Второй компонент — коричневый карлик. Масса — около 13,76 юпитерианской. Удалён в среднем на 2,015 а.е..
Третий компонент — HD 169414B. Видимая звёздная величина звезды — +5,7m.
Четвёртый компонент (HD 342161) — белая звезда спектрального класса A0. Видимая звёздная величина звезды — +11,06m. Радиус — около 2,05 солнечного, светимость — около 10,531 солнечной. Эффективная температура — около 7261 K. Удалён на 238 угловых секунд.
Пятый компонент — WDS J18237+2146C. Видимая звёздная величина звезды — +13,1m. Удалён на 129,1 угловой секунды.